# Не затваряй очи (филм)
„Не затваряй очи“ е български игрален филм от 2025 година по едноименния роман на Мартин Ралчевски, сценарист на филма. Филмът се представя като начало на българското православно кино и като „Филм за силата на вярата, любовта и Божиите чудеса в нашия живот“. Режисьор на филма е Николай Егерман. 

## Актьорски състав
- Александър Кънев
- Павел Попандов
- Кръстю Лафазанов
- Ирена Милянкова
- Николай Урумов
- Мария Каварджикова
- Христо Гърбов
- Яни Малинов
- Антон Трендафилов
- Влади Карамфилов (Въргала)
- Ирен Кривошиева
- Мартин Ралчевски
- Михаела Павлова
- Даниел Хаджиев
- Ния Деянова
- Ейдън Цветков
- Ева-Мария Станчева
- Добрин Досев
- Иван Петрушинов
- Марин Янев
- Красимир Йорданов
- Георги Къркеланов
- Юлия Николова
- Румен Попов
- Георги Граховски
- Петьо Тосков
- Анелия Луцинова
- Андрей Божинов
- Ая Иванова
- Румен Гаваназов
- Йордан Петков
- Елеонора Топалова
- Георги Граховски
- Павлин Петрунов
- Николай Кирилов
- Невена Димитрова
- Лидия Стефанова